# 강조
강조(康兆, ? ~ 1011년 1월 7일(음력 11월 24일))는 고려의 관리이다.
정변을 일으켜 1009년 2월에 목종을 폐위하고 대량원군(고려 현종)을 세운 후 1010년 11월까지 현종을 보좌하여 섭정을 맡았다. 요나라가 강조의 정변을 구실로 침략한 제2차 고려-거란 전쟁 때 맞서 싸우다가 포로로 끌려가 처형당했다.

## 생애

### 관료 생활
983년, 강조는 성종(成宗)의 하급 궁료로 천거된 이후 991년에 무관으로 관직에 본격 출사하였다. 997년, 성종이 후계 없이 죽고 18세의 목종(穆宗)이 보위에 오르자, 모후 천추태후가 섭정하고 외척이 득세하였다. 성종 때 천추태후와 추문을 일으켜 유배된 김치양(金致陽)도 다시 기용되었다. 김치양은 마음대로 정치를 하면서 1003년 천추태후와의 사이에서 낳은 아들을 목종의 후계자로 삼으려고 했다. 당시 강조는 중추사 우상시였으며 외직으로 나가 서북면 도순검사가 되었다.
목종이 병석에 누워 있으면서 김치양의 계획을 알고 황보유의를 파견하여 대량원군을 맞아 오게 하고, 전중감 이주정이 김치양측에 가담한 것을 알고 서북면 도순검부사로 임명해 떠나게 한 뒤, 서북면 도순검사 강조에게 개경으로 와 자신을 호위할 것을 명하였다.

### 생애 후반
1009년 1월에 목종은 대량원군을 후계자로 삼는 작업에 착수하면서, 궁궐 수비를 위해 중추사 우상시 겸 서북면 도순검사인 강조에게 개경으로 올 것을 은밀히 지시하였다. 당시 세간에는 목종이 위독한 틈에 김치양 등이 나라를 빼앗으려 한다는 풍문이 돌았고 왕이 죽었다는 헛소문까지 전해지자, 강조는 군사 5천명을 거느리고 개경으로 향했다. 도중에 평주(平州 : 지금의 황해도 평산)에서 왕이 아직 죽지 않았다는 보고를 듣고 주저했으나, 부하 장수들과 회의한 뒤 개경으로 들어가 목종을 퇴위시키고 2월 3일 대량원군을 왕으로 세웠다. 이와 함께 김치양 부자를 죽이고 천추태후와 그 무리들을 귀양보냈으며, 양국공(讓國公)으로 폐했던 목종을 죽였다.
이어 왕실의 부패를 척결한다는 명분으로 관제개혁을 실시하여 국왕의 측근 보좌기구인 은대(銀臺)와 중추(中樞) 남북원(南北院)을 일시에 혁파하고 대신 중대성(中臺省)을 설치해 중대사(中臺使)에 올랐으며, 곧 이부상서참지정사(吏部尙書參知政事)가 되어 당대 제일의 실권자가 되었다.

### 최후
정변 다음해인 1010년 요나라의 황제 성종은 강조의 정변을 구실로 40만 대군을 이끌고 고려를 침략했다. 강조는 30만의 군사를 이끌고 통주(지금의 평안북도 선천군)에서 거란군에 맞서 싸웠으나 패배하고 장수 이현운과 함께 사로잡혀 포로가 되었다. 요 성종은 강조의 인품에 끌려 자신의 신하가 될 것을 제안했으나, 이현운만이 복종하고 강조는 살이 베이는 고문을 견디며 끝까지 복종을 거부하다 처형되었다.

## 강조가 등장하는 작품
- 《천추태후》(KBS, 2009년, 배우:최재성)
- 《고려거란전쟁》(KBS, 2023년~2024년, 배우:이원종)

## 같이 보기
- 고려

## 참고 문헌
- 《고려사》
- 《고려사절요》